# Snedsted
Snedsted – miasto w Danii, w regionie Jutlandia Północna, w gminie Thisted.